# حريق الجعافرة (عبس)

تعديل مصدري - تعديل

حريق الجعافرة هي إحدى قرى عزلة الوسط بمديرية عبس التابعة لمحافظة حجة، بلغ تعداد سكانها 126 نسمة حسب تعداد اليمن لعام 2004.